# Gotha G.I
Gotha G.I là một loại máy bay ném bom hạng nặng của Đức, được Luftstreitkräfte sử dụng trong Chiến tranh thế giới I.

## Biến thể
- FU - (Friedel-Ursinus)
- G.I
- UWD - (Ursinus Wasser Doppeldecker - Ursinus Water Biplane)

## Quốc gia sử dụng[5][6]
- German Empire
  - Armee-Abteilung Falkenhausen
  - Fliegerersatz Abteilung 1
  - Fliegerersatz Abteilung 3
  - Fliegerersatz Abteilung 5
  - Fliegerersatz Abteilung 7
  - Fliegerersatz Abteilung 37
  - Fliegerersatz Abteilung 46
  - Kagohl 1
  - Kagohl 2, Staffel 8
  - Prüfanstalt und Werft
  - Sonderstaffel S

## Tính năng kỹ chiến thuật (Gotha G.I)
Dữ liệu lấy từ 
Đặc điểm tổng quát
- Kíp lái: 3
- Chiều dài: 12 m (39 ft 4 in)
- Sải cánh: 20,30 m (66 ft 7 in)
- Chiều cao: 3,9 m (12 ft 10 in)
- Diện tích cánh: 82 m² (882 ft²)
- Trọng lượng rỗng: 1.800 kg (3.970 lb)
- Trọng lượng cất cánh tối đa: 2.966 kg (6.539 lb)
- Động cơ: 2 × Benz Bz.III kiểu động cơ piston thẳng hàng, 110 kW (150 hp)  mỗi chiếc

 Hiệu suất bay 
- Vận tốc cực đại: 130 km/h (80 mph)
- Vận tốc lên cao: 0,7 m/s (140 ft/phút)

Trang bị vũ khí

- 1-2 × súng máy Parabellum MG14 7,92 mm (.312 in)